# Longitarsus livens
Longitarsus livens är en skalbaggsart som beskrevs av J. L. Leconte 1858. Longitarsus livens ingår i släktet Longitarsus och familjen bladbaggar. Inga underarter finns listade i Catalogue of Life.